# Чангу (барабан)
Чангу (кор. 장구, чи 장고) — традиційний корейський ударний інструмент, рід двостороннього барабана. Складається з двох стягнутих мотузками шкіряних мембран та дерев'яного корпуса, і нагадую своєю формою пісочний годинник. З'явився в часи існування держави Когурьо (37 рік до н. е. — 668 н. е.).